# Tangara xanthocephala
La tangara coronigualda (Tangara xanthocephala), también denominada tángara coronada (en Colombia), tángara corona amarilla (en Venezuela), tangara de corona azafrán (en Perú) o tangara coroniazafrán (en Ecuador), es una especie de ave paseriforme de la familia Thraupidae, perteneciente al numeroso género Tangara. Es nativa de regiones andinas del noroeste y oeste de América del Sur.

## Distribución y hábitat
Se distribuye a lo largo de la cordillera de los Andes desde el oeste de Venezuela (Lara), también en la Serranía del Perijá, por las tres cadenas andinas colombianas, por la pendiente occidental hasta el centro de Ecuador (Los Ríos), y por la pendiente oriental del este de Ecuador, este de Perú, hasta el centro de Bolivia (Santa Cruz).
Esta especie es considerada localmente común en sus hábitats naturales: los bosques montanos y sus bordes entre los 1200 y 2400 m de altitud, en la pendiente occidental es menos numerosa.

## Descripción
En promedio mide 13,2 cm de longitud y pesa 19 g. Su píleo, parte de la nuca y los lados de la cabeza son de color amarillo dorado intenso. La frente, la garganta y la zona que circunda los ojos son negras a manera de una máscara. La mayor parte del cuerpo restante es de color azul grisáceo opalescente (gris en los ejemplares juveniles), con franjas negras en las alas, puntas verdes azuladas en la cola y con el centro y parte inferior del vientre color canela.

## Comportamiento
Permanece en pareja o en grupos de hasta diez individuos, frecuentemente integrados con otras especies de tángaras. Se alimenta de frutas, como las del género Miconia y los guarumos y también de insectos, los cuales busca en las ramas de los árboles.

## Sistemática

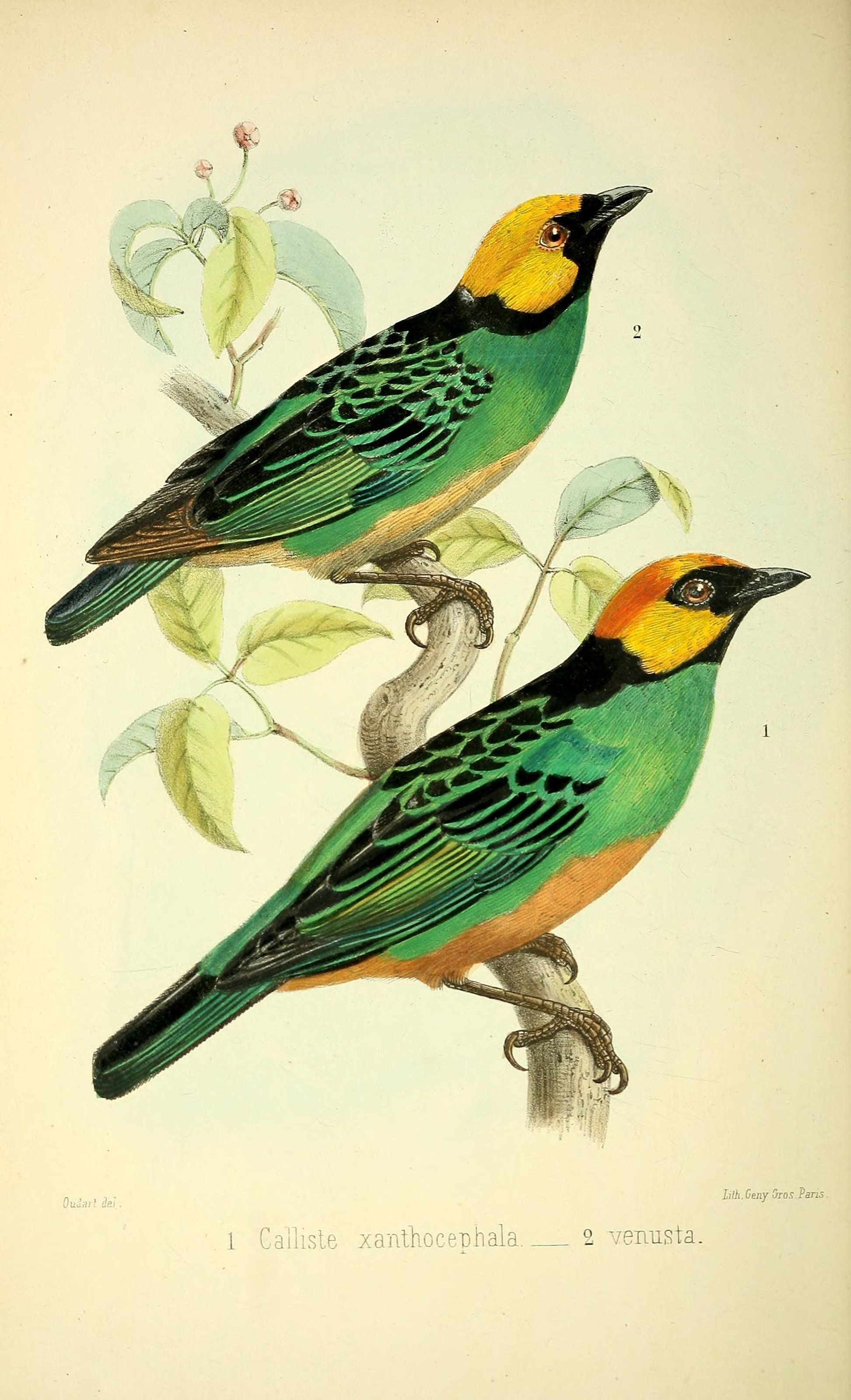
Calliste xanthocepala = Tangara xanthocepala (abajo), Calliste venusta = T. xanthocepala venusta (arriba), ilustración de Oudart en A monograph of the birds forming the tanagrine genus Calliste, 1857.

### Descripción original
La especie T. xanthocepala fue descrita por primera vez por el ornitólogo suizo Johann Jakob von Tschudi en 1844 bajo el nombre científico Callospiza xanthocepala; su localidad tipo es: «valle de Vitoc, Junín, Perú».

### Etimología
El nombre genérico femenino Tangara deriva de la palabra en el idioma tupí «tangará», que significa «bailarín» y era utilizado originalmente para designar una variedad de aves de colorido brillante; y el nombre de la especie «xanthocepala» se compone de las palabras del griego  «xanthos»: amarillo, y «kephalos»: de cabeza.

### Taxonomía
Los amplios estudios filogenéticos recientes demuestran que la presente especie es próxima a un gran clado que contiene a Tangara parzudakii, T. schrankii, T. johannae, T. arthus, T. icterocephala y T. florida.

### Subespecies
Según las clasificaciones del Congreso Ornitológico Internacional (IOC) y Clements Checklist/eBird v.2019 se reconocen tres subespecies, con su correspondiente distribución geográfica:
- Tangara xanthocephala venusta (P.L. Sclater), 1855 – Andes de Colombia al oeste de Venezuela y centro de Perú.
- Tangara xanthocephala xanthocephala (Tschudi), 1844 – Andes subtropicales del centro de Perú (región de Chanchamayo).
- Tangara xanthocephala lamprotis (P.L. Sclater), 1851 – Andes del sureste de Perú (Cuzco y Puno) hasta el noroeste de Bolivia.